# Erzweg
Der Erzweg ist ein über 150 km langer Streckenwanderweg von Pegnitz (Oberfranken) bis Kastl (Oberpfalz).

## Beschreibung
Der Erzweg ist ein Qualitätswanderweg Ostbayerns und führt über 151 km von Pegnitz über Sulzbach-Rosenberg nach Kastl.
Der Erzweg zeichnet sich durch einen hohen Anteil an naturbelassenen Wegen aus und wurde zuletzt am 3. September 2010 mit dem Prädikat „Wanderbares Deutschland“ des Deutschen Wanderverbandes ausgezeichnet.
Der Erzweg führt durch eine Landschaft mit tief eingeschnittenen Tälern, sanften Hügeln und naturbelassenen Bach- und Flusslandschaften mit weiten Wäldern. Daneben führt er an kulturhistorischen Stätten vorbei, wie der Burgruine Lichtenegg, dem gotischen Rathaus und dem Schloss von Sulzbach-Rosenberg, der Klosteranlage von Michelfeld, der mittelalterlichen Erzstadt Amberg und dem Marktplatz von Pegnitz. Des Weiteren quert er den Hirschwald und endet am Marktplatz von Kastl, über dem die romanische Klosterburg thront. Dort besteht ein Anschluss zum Qualitätsweg Jurasteig.
Hauptaugenmerk des Wanderweges ist die 1000-jährige Bergbautradition der Region. Gewinnung, Verhüttung und Handel mit dem Eisenerz sowie die Bedeutung des Landkreises als „Ruhrgebiet des Mittelalters“ haben die Region und ihre Kultur geprägt. Beispiele geben die Grube Luxemburg bei Kümmersbruck, die Maxhütte, Grube Leonie und die Maffeischächte.
Ergänzt wird der Weg durch mehrere Hauptwegsvarianten und neun Schlaufenwege, die an die Hauptroute angegliedert sind.
Detaillierte Wegeinformationen zur Hauptroute und Schlaufenwege sind zu finden in OpenStreetMap unter Erzweg.

## Hauptroute

### Routenverlauf
Pegnitz, Bahnhof – Rosenhof – Haldenbrünnlein – Neuhof – Hainberg – Penzenreuth – Steinamwasser – Flembachhütte – Staubershammer – Michelfeld – Saaß – Felslindl – Speckmühle – Auerbach.i.d.OPf. – NSG „Grubenfeld Leonie“ – Degelsdorf – Neumühle – Gottvaterberg – Maffeischächte – Nitzlbuch – Hohe Tanne – Eichenkreuz-Schutzhütte – Parasolfels – Brunnsteinfelsen – Vogelherdgrotte – Maximiliansgrotte – Schlieraukapelle – Rinnenbrunn – Oberachtel – Unterachtel – Buchhof – Kirchenreinbach – Rupprechtstein – Etzelwang – Brennberg – Oed – Weigendorf – Hartmannshof – Haunritz – Lichtenegg – Tannlohe – Kutschendorf – Kuhfels – Frankenhof – Aichazandt – Obere Wagensaß, Himmelsweiher – Pfaffenstein – Sieben Quellen – Rosenberg, Spitzermühle – Häringlohe – Erzberg, Karlschacht – Amberg-Nord – Mariahilfberg – Raigering – Schlauderhofteiche – Hutweiher – Ebermannsdorf – Theuern – Wolfsbach – Oberbernstein – Eglhofen – Heimhof – Hausen – Flügelsbuch – Lauterach – Rechenfels – Kastl
Die nachfolgenden 11 Etappenvorschläge berücksichtigen gute Übernachtungsmöglichkeiten entlang des Erzwegs und seiner Schlaufen. Die Etappenlängen sind für Menschen konzipiert, die am oder in der näheren Umgebung des Wegs befindliche Sehenswürdigkeiten betrachten möchten.

### Etappe 1: Von Pegnitz nach Michelfeld
Pegnitz/Bahnhof – Rosenhof – Erzhalden Johannis – Zipser Berg – Neuhof – Hainberg – Reisacher Höhe – Penzenreuther Höhe und Kapelle – Steinamwasser – Flembachtal – Staubershammer – Michelfeld mit Kloster (15,8 km)

### Etappe 2: Von Michelfeld nach Auerbach
Michelfeld mit Kloster – Saas – Felsländle – Speckbachtal – Naturschutzgebiet Leonie – Degelsdorf – Neumühle – Auerbach/Zentrum (9,0 km)

### Etappe 3: Von Auerbach nach Neuhaus
Auerbach/Zentrum – Erzverladestation/Kolonie – Auerbacher Gottvaterberg – Maffei-Schächte – Nitzlbuch – Anhöhen von Sand – Hohe Tanne – Eichenkreuz-Hütte – Parasolfels – Rabenfels – Schlawackenberg – Vogelherdgrotte – Maximiliansgrotte – Distlertal – Krottensee – Neuhaus an der Pegnitz (12,5 km)

### Etappe 4: Von Neuhaus nach Etzelwang
Neuhaus an der Pegnitz – Schlierau-Kapelle – Mysteriengrotte – Rinnenbrunn – Oberachtel – Buchhof – Kirchenreinbach – Rupprechtstein – Etzelwang (15,8 km)

### Etappe 5: Von Etzelwang nach Lichtenegg
Etzelwang – Brennberg – Lehental – Oed – Weigendorf – Hartmannshof – Högenbachtal – Fallmühle – Haunritz – Lichtenegg – (→ Unterhögen – Högen) (10,5 km)

### Etappe 6: Von Lichtenegg nach Sulzbach-Rosenberg
Lichtenegg – Thannlohe – Kutschendorf – Beselsberg – Kuhfels – Frankenhof – Aichazandt – Obere Wagensass – Sulzbach-Rosenberg (14,0 km)

### Etappe 7: Von Sulzbach-Rosenberg nach Amberg
Sulzbach-Rosenberg – Breitenbrunn – Sieben Quellen – Schlackenberg – Stahlwerk Maxhütte – Erzberg – Häringlohe – Kühberg – Karmensölden – Schäflohe – Neuricht – Stadtrand Amberg – Mariahilfberg – Amberger Altstadt (19,1 km)

### Etappe 8: Von Amberg nach Paulsdorf
Mariahilfberg – Ortsrand Raigering – Höhen nördlich von Krumbach und Engelsdorf – Schreierberg – Schlauderhof – Altenricht – Paulsdorf (11,0 km)

### Etappe 9: Von Paulsdorf nach Theuern
Altenricht – Freihölser Forst – Überquerung der Bundesstraße – Sandgrube im Kiefernwald – Grube Luxemburg – Ebermannsdorf – Vilstal – Theuern (15,9 km)

### Etappe 10: Von Theuern nach Heimhof
Theuern – Wolfsbach – Hirschwald – Oberbernstein – Unterbernstein – Taubenbacher Tal – Spitzberg – Heimhof (19,7 km)

### Etappe 11: Von Heimhof nach Kastl
Heimhof – Hausen – Flügelsbuch – Lauterach – Rechenfels – Kastler Berg – Enzenberg – Klosterburg Kastl – Kastl (12,3 km)

## Markierung
Die Hauptroute ist durchgehend markiert mit einem roten Kreuz auf weißem Grund.

## Schlaufenwege

### Neuhauser Schlaufe
- Waldgasthaus „Zur Hohen Tanne“ – Rußhütte – Kammerweiher – Fischstein – Oberbrand – Mosenberg-Nord, Wasserwerk Ranna – Hammerschrott, Kapelle – Neuhaus a. d. Pegnitz, Bhf. – Maulkapelle – Krottensee-Nord – Vogelherdgrotte, Länge: 22,9 km

Markierung: 

### Königsteiner Schlaufe
- Nitzlbuch – Sackdilling – Brentenfels – Königstein – Ossinger – Eschenfelden – Zantberg – Mittelreinbach – Gaisheim – Rittmannshof – Kirchenreinbach, Länge 27,3 km

Markierung:  

### Plecher Schlaufe
- Ranna, Bus-Hst. – Mosenberg-Nord, Wasserwerk Ranna – Teufelspredigtstuhl – Hühnerfelsen – Wirrenloch – Bernheck-Ost – Kuckucksloch – Plech, Ghs. „Zur Traube“ – Löffelstein – Saalburg Grotte – Rohenlochhöhle – Raumhöhle – Langenstein – Oberstes Kupfertal – Pfaffenhofen – Karlskapelle – Neuhaus a. d. Pegnitz, Länge 25 km

Markierung: 

### Edelsfelder Schlaufe
- Königstein – Steinberg – Kühlochberg – Pruihausen – Kleinalbershof – Edelsfeld – Zantberg, Länge 18,3 km

Markierung:  

### Illschwanger Schlaufe
- Kastl – Illschwang – Sulzbach-Rosenberg, Länge 20,6 km

Markierung: 

### Birgland Schlaufe
- Kastl – Poppberg – Hartmannshof, Länge 16,5 km

Markierung: 

### Hirschbacher Schlaufe
- Rinnenbrunn – Hartenstein – Großmeinfeld – Windloch – Schlangenfichte – Hirschbach – Neutras – Bürtel – Etzelwang, Länge 20,1 km

Markierung:   

### Neukirchener Schlaufe
- Rupprechtstein – Tabernackel – Neidstein – Neukirchen b. SR – Hartenfels – Peilstein – Geiskirche – Osterhöhle – Seidersberg – Sulzbach-Rosenberg, Bhf., Länge 17,8 km

Markierung:   

### Högener Schlaufe
- Weigendorf – Haunritz – Unterhögen – Högen – Büchelberg – Bachetsfeld – Kempfenhof – Sulzbach-Rosenberg, Bhf., Länge 16 km

Markierung: 